# Rohinton Mistry
Rohinton Mistry (nacido en Bombay, India; el 3 de julio de 1952) es un escritor indocanadiense. 
En 1975 emigró a Canadá y asistió la Universidad de Toronto. Ganó dos premios Hart House y publicó una colección de cuentos Cuentos de Firozsha Baag (1987). La primera novela de Mistry Un viaje muy largo (1991) ganó el premio del Gobernador General de Canadá, el premio W.H. Smith y fue nominada al Premio Booker. Mistry logró la inclusión de Un perfecto equilibrio (1995) en el Book Club de Oprah Winfrey y ganó el Premio Giller. Durante su tour promocional para el libro Asuntos de familia (2002) Mistry fue detenido en algunos aeropuertos en los Estados Unidos. Como consecuencia de su trato, canceló el tour.

## Libros
- Cuentos de Firozsha Baag (1987)
- Un viaje muy largo (1991)
- Un perfecto equilibrio (1995)
- Asuntos de familia (2002)[1]
- "El grito" (2006)

## Premios
- 1983 Primer premio, Hart House Literary Contest: "One Sunday" (cuento) (Hart House Review)
- 1984 Primer premio, Hart House Literary Contest: "Auspicious Occasion" (cuento) (Hart House Review)
- 1985 Premio al colaborador mejor, Canadian Fiction Magazine
- 1991 Premio Booker (preselección): Un viaje muy largo
- 1991 Premio del Gobernador General de Canadá a la Mejor Ficción: Un viaje muy largo
- 1992 Premio de la Mancomunidad a los Escritores (Mejor Libro): Un viaje muy largo
- 1992 Premio W.H. Smith: Un viaje muy largo
- 1995 Premio Giller: Un perfecto equilibrio
- 1996 Premio Booker (preselección): Un perfecto equilibrio
- 1996 Premio de la Mancomunidad a los Escritores (Mejor Libro): Un perfecto equilibrio
- 1997 Premio Internacional de The Irish Times a la Mejor Ficción (preselección): Un perfecto equilibrio
- 2002 Premio James Tait Black (ficción) (preselección): Asuntos de familia
- 2002 Premio Kiriyama Pacific Rim (compartido con Pascal Khoo Thwe): Asuntos de familia
- 2002 Premio Booker (preselección): Asuntos de familia
- 2012 Premio Internacional Neustadt de Literatura